# 他卡西醇
他卡西醇（也称为他骨化醇，1,24-二羟胆钙化醇，1,24-二羟维生素D3）是一种人工合成的维生素D3类似物，分子式C
27H
44O
3，商品名有Curatoderm、Bonalfa等，被列入世界卫生组织基本药物标准清单。